# Moscow Music Peace Festival
Moscow Music Peace Festival (на руски: Московский международный фестиваль мира) е музикален фестивал на мира, проведен на 12 и 13 август 1989 г. на „стадион Ленин“ в Москва, СССР пред около 260 000 зрители.
На него свирят някои от най-влиятелните рок групи по онова време, като „Бон Джоуви“, „Скорпиънс“, „Мотли Крю“, „Скид Роу“, „Синдарела“, Ози Озбърн и „Горки Парк“. Концертът е издаден през 1989 г. в най-популярния формат по онова време VHS, а по-късно е преиздаден и на 4 дивидита. През 1990 г. Moscow Music Peace Festival е включен в официалната видеография на „Скорпиънс“.

## Изпълнители и песни
„Мотли Крю“:
1. In The Name Of Rock‘n Roll
2. Wild Side
3. Girls Girls Girls

„Горки Парк“:
1. Bang
2. Within Your Eyes
3. Try To Find Me
4. My Generation

Ози Озбърн:
1. I Don‘t Know
2. Shot In The Dark
3. Suicide Solution
4. Sweat Leaf
5. Paranoid

„Скорпиънс“:
1. Blackout
2. Big City Nights
3. Holiday
4. The Zoo
5. Dynamite
6. Still Loving You